# Jack Dean
John Wooster Dean (nacido como John H. Donovan, 1874 - 23 de junio de 1950), conocido principalmente como Jack Dean, fue un actor estadounidense que trabajó en cine y teatro. Se casó con la actriz Fannie Ward después de que Ward se divorciara de su primer esposo, y protagonizó varias películas con ella. Nació en Bridgeport, Connecticut, en 1874 o en Washington en 1875. Murió tras sufrir un ataque cardíaco en su casa de Park Avenue ubicada en la ciudad de Nueva York en 1950.

## Filmografía
- The Cheat (1915)
- The Marriage of Kitty (1915)
- The Years of the Locust (1916)
- Witchcraft
- Each Pearl a Tear (1916)
- A Gutter Magdalene (1916)
- For the Defense (1916)
- Tennessee's Pardner (1916)
- Betty to the Rescue (1917)
- The Winning of Sally Temple (1917)
- On the Level
- The Crystal Gazer (1917)
- Her Strange Wedding (1917)
- Unconquered
- A School for Husbands (1917)
- Sealed Hearts (1919)